# Hollywood Rock
Hollywood Rock fue un festival de música que tuvo lugar en las ciudades brasileñas de São Paulo y Río de Janeiro entre 1988 y 1996, presentando artistas locales e internacionales.

## Historia
El festival fue patrocinado y organizado por la empresa tabacalera Souza Cruz, propietaria de la marca de cigarrillos Hollywood. Cuando el Senado Federal del Brasil aprobó una ley que prohibía a las empresas tabacaleras y de alcohol patrocinar eventos culturales y deportivos, el festival tuvo que ser cancelado. Hollywood Rock no se realizó en 1989 ni en 1991, debido a que otro gran festival, el Rock in Rio, fue realizado por las mismas fechas.

## Artistas notables
Las siguientes bandas y artistas hicieron parte de la alineación del festival a lo largo de sus siete ediciones:
- Nirvana[4]
- Alice in Chains[5]
- The Rolling Stones
- Duran Duran
- Supertramp
- Simple Minds
- Bob Dylan
- Bon Jovi[6]
- Tears for Fears
- Eurythmics
- Living Colour
- Skid Row
- Jesus Jones
- Titãs
- Paralamas do Sucesso
- Red Hot Chili Peppers[7]
- L7[8]
- Maxi Priest
- Aerosmith
- Ugly Kid Joe
- Live
- Sepultura[9]
- Rita Lee
- Spin Doctors
- The Cure
- Gilberto Gil
- Carlinhos Brown
- White Zombie
- The Black Crowes